# 雅各布·威廉·格鲁伯
雅各布·威廉·格鲁伯（英語：Jacob William Gruber，1921年2月26日—2019年6月2日）是一位美国人类学家、考古学家、科学史学家和教育家。

## 传
格鲁伯于1921年2月26日出生于宾夕法尼亚州匹兹堡，在俄亥俄州阿克伦长大，家中共有七个兄弟姐妹。他就读于布赫特尔高中，并于1942年在欧柏林学院获得古典考古学学士学位，并当选为美国大学优等生荣誉学会（Phi Beta Kappa）成员。毕业后，他被征召入伍，并于1942年至1945年在驻伊朗的波斯湾司令部第254工程补给连服役。随后，他回到欧柏林学院，并于1947年获得社会学和人类学硕士学位。他的论文题目是《希腊早期铁器时代文化的三个方面》。
他在宾夕法尼亚大学获得人类学博士学位，师从洛伦·艾斯利。他还与民族志学家弗兰克·斯佩克和阿尔弗雷德·欧文·哈洛韦尔一起学习。1954 年和 1955 年夏天，他访问了纽约州的易洛魁人保留地，研究仪式面具，1955 年住在纽约州萨拉曼卡附近的阿勒格尼保留地。 他关于 19 世纪博物学家圣乔治·杰克逊·米瓦特 的论文后来被整理成书《冲突中的良知：圣乔治·杰克逊·米瓦特的生平》。他于 2019 年 6 月去世，享年 98 岁。

## 科学史
格鲁伯后来成为19世纪自然科学史专家，著述颇丰，研究托马斯·亨利·赫胥黎、查尔斯·达尔文，尤其是大英自然历史博物馆创始人理查德·欧文。在近二十年的时间里，格鲁伯查找、修订并编辑了欧文现存的大量信件。
1984 年，格鲁伯作为富布赖特学者在新西兰惠灵顿的亚历山大·特恩布尔图书馆研究了恐鸟的发现和描述的历史。

## 职业生涯
他曾任费城天普大学名誉教授，并于1947年至1982年在该校任教。在天普大学，他于1964年创立了人类学系，并于1964年至1970年担任系主任，并在20世纪60年代见证了该系的快速发展。从1955年开始，他开发了该系的持续考古实地考察项目，并指导了十几次考古发掘，帮助开创了美国东北部历史考古学领域的先河。
1970年至1973年，他担任意大利罗马天普大学文科项目的创始主任。在罗马，他创立了天普大学长期运作的文科项目，并设立了学生游学项目，其中许多学生都前往意大利南部。他招募了许多年轻的意大利学者与美国同行一起在天普大学任教。在罗马任职后，他与意大利保持着密切联系，经常返回卡拉布里亚继续开展民族志工作。退休后，他在美国和他与妻子修复的翁布里亚农舍之间分配时间。
从意大利回国后，他被宾夕法尼亚州州长米尔顿·夏普任命为历史和博物馆委员会主席，并在 1976 年国家两百周年庆典前后主持了委员会的工作。1979 年，格鲁伯主持了纪念西切斯特非裔美国艺术家霍勒斯·皮平的历史标记的揭幕仪式。除了考古学，他的主要兴趣领域是 19 世纪的科学史，特别是英国的科学史。他的博士论文和后来的著作研究的是 19 世纪英国自然科学家圣乔治·杰克逊·米瓦特。格鲁伯对比较解剖学家理查德·欧文爵士的生活和工作进行了多年研究，欧文爵士是一位反达尔文主义者，也是大英自然历史博物馆的创始人，并创建了欧文大量信件的目录。

## 考古学
格鲁伯 1941 年在欧柏林学院读书时开始从事考古学研究。当时，他和 H. B. 梅教授领导了对伊利市印第安人营地和墓地的小型挖掘。 20 世纪 50 年代，格鲁伯在天普大学任教期间扩展了他的考古工作，并在整个 20 世纪 70 年代继续在美国东北部挖掘史前和历史遗址。他开发了天普大学的实地学校项目，在夏季挖掘期间培训学生考古学家，并在一年内继续在人类学实验室进行文物处理和分析。1965 年，他告诉记者：“孩子们学习人类学的唯一方法就是亲自动手。”  1966 年，他带领一支美国学生团队在捷克斯洛伐克的拜拉尼合作进行史前挖掘。 这是当时与共产主义国家进行的一次罕见的教育和文化交流，并与捷克考古学家和人类学家建立了长期的友谊。
格鲁伯在 20 世纪 60 年代最广泛的发掘是莫尔遗址，这是宾夕法尼亚州兰开斯特附近的一个前萨斯奎汉诺克印第安村庄。  20 世纪 70 年代中期，格鲁伯带领天普大学的学生在新泽西州默瑟县的阿松平克溪遗址进行了发掘，该遗址当时正值大坝修建。 格鲁伯被公认为美国历史考古学的先驱之一。他与国家公园管理局考古学家约翰·L·科特合作，从 20 世纪 50 年代末开始在历史悠久的费城进行了一系列考古发掘，当时正值城市更新时期，许多老建筑被拆除。最早的发掘之一是对胡桃街 315-317 号的一个厕所的发掘，那里是威廉·麦克尔维恩博士的故居。他还领导了宾夕法尼亚州西部阿勒格尼铁路、缅因州圣克罗伊岛新大陆第一个法国定居点以及西点军校普特南堡的挖掘工作 。
- 布里遗址（新泽西州伯明翰），1955年
- 休伦人骨灰盒遗迹研究，约 1957 年
- 宾夕法尼亚州怀俄明谷沙赫特遗址，1961 年
- 费城核桃街315-17号，1962年[12]
- 莫尔遗址，宾夕法尼亚州班布里奇，1963 年 -
- 特拉华州 FA1-1 通行权沿线考古调查，1965 年（？）
- 捷克斯洛伐克拜拉尼（1966年）
- 宾夕法尼亚州安东尼奥遗址
- 缅因州圣克罗伊岛，1969-70年[13]
- 新泽西州阿松平克溪，1976年[14]
- 纽约州西点军校普特南堡[15]

## 民族志
20世纪70年代，格鲁伯在罗马与意大利同事图利奥·滕托里（Tullio Tentori）和卡拉·比安卡（Carla Bianca）一起探索意大利南部，并在卡拉布里亚大区小镇诺卡拉及其周边地区进行了多年的民族志调查。他的兴趣主要集中在宗教节日，尤其是诺卡拉一年一度的圣母游行。

## 图书
- 雅各布·W·格鲁伯，《冲突的良知：圣乔治·杰克逊·米瓦特的一生》，费城：天普大学出版社，纽约：哥伦比亚大学出版社，1960 年。
- Jacob W. Gruber 主编，《费城人类学学会：金禧纪念论文集》，天普大学出版社，纽约：哥伦比亚大学出版社，1967年
- Jacob W. Gruber 和 John C. Thackray，《理查德·欧文纪念：三项研究》。伦敦：自然历史博物馆出版社，1992 年。